# Flughafen Paderborn/Lippstadt

i7
i11
i13

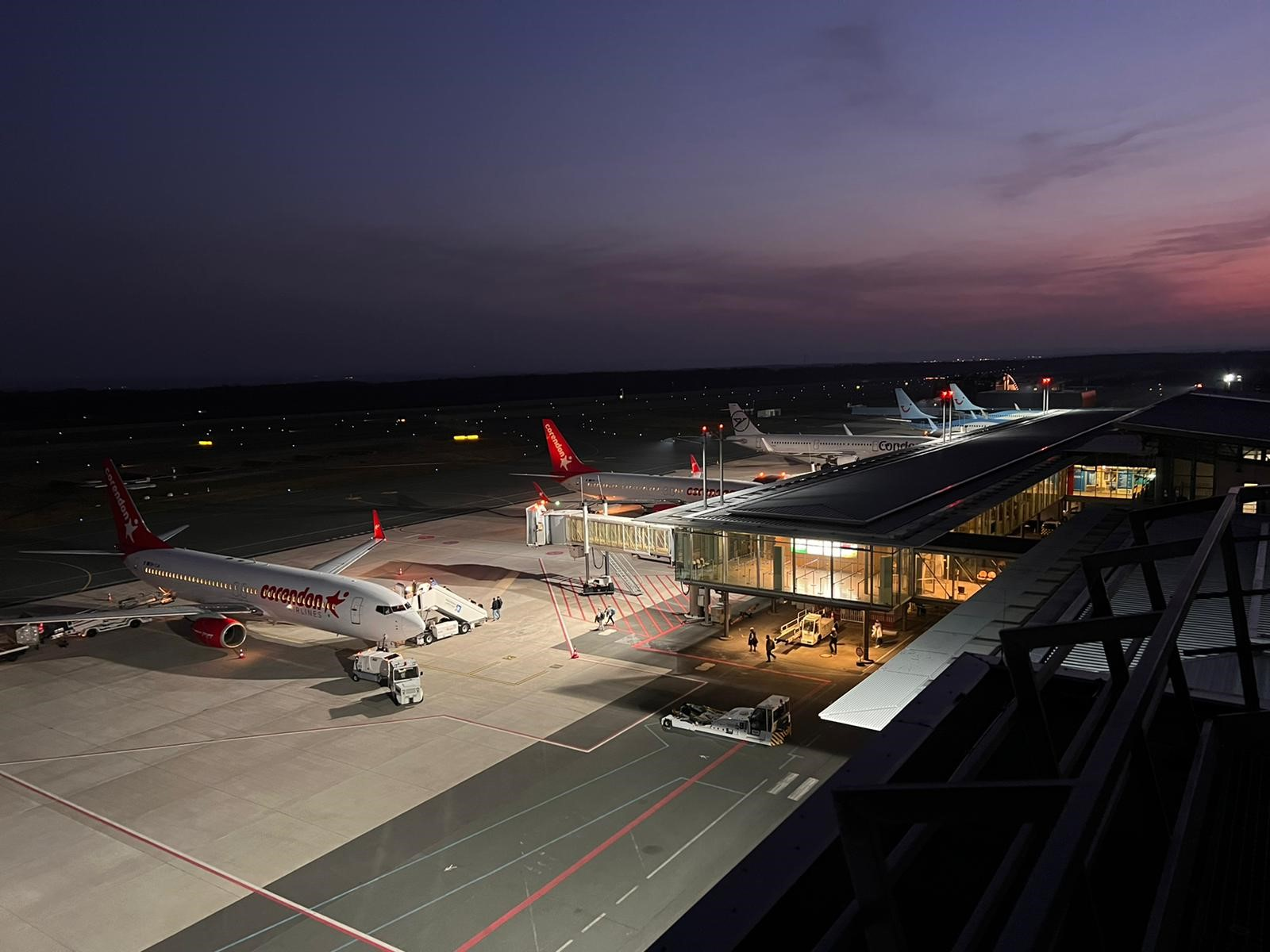
Vorfeld des Flughafens

Flughäfen in NRW

Der Flughafen Paderborn/Lippstadt (IATA-Code: PAD, ICAO-Code: EDLP) (eigene Bezeichnung: Flughafen Paderborn-Lippstadt „Heinz Nixdorf“) ist ein regionaler Verkehrsflughafen im Kreis Paderborn in Nordrhein-Westfalen (Deutschland). Er liegt zwischen den Städten Paderborn und Lippstadt auf dem Gebiet der Stadt Büren in der Nähe des Bürener Stadtteils Ahden. Der Flughafen ist nach Flugbewegungen der zwölftgrößte Deutschlands, nach Passagierzahlen jedoch der kleinste der sechs nordrhein-westfälischen Verkehrsflughäfen mit kommerziellem Flugbetrieb.

## Geographie
Der Flughafen Paderborn/Lippstadt liegt auf dem Gebiet der Stadt Büren (im Bereich der Gemarkung Ahden) rund 15 km südwestlich von Paderborn und etwa 20 km ostsüdöstlich von Lippstadt. Unweit südlich des Flughafens verläuft die Bundesautobahn 44 mit der Anschlussstelle Büren, über die der Flughafen direkt zu erreichen ist.
Der Flughafen Paderborn/Lippstadt bindet die Region Ostwestfalen-Lippe an den internationalen Luftverkehr an. Als regionaler Schwerpunkt für die allgemeine Luftfahrt ist er Station für den regionalen Linienluftverkehr und für den sonstigen gewerblichen Luftverkehr, also insbesondere für den Flugtouristikverkehr und auch für den Werksflugverkehr mit Geschäftsreiseflugzeugen.

### Benachbarte Flughäfen
Benachbarte Regionalflughäfen sind (Entfernung in Luftlinie):
- Kassel-Calden (Kassel Airport) (ca. 58 km südöstlich)[4]
- Dortmund (ca. 80 km westlich)[5]

Die nächsten internationalen Flughäfen sind:
- Münster/Osnabrück (ca. 90 km nordwestlich)[6]

- Hannover (ca. 100 km nordöstlich)[7]

- Düsseldorf (ca. 140 km, südwestlich)[8]
- Frankfurt (ca. 180 km südlich)[9]

## Geschichte

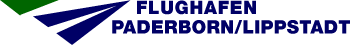
Früheres Logo des Flughafens Paderborn/Lippstadt (Stand: 2004)

### Bis 1979
Seit dem Jahre 1966 gab es Überlegungen zum Bau eines Regionalflughafens im südöstlichen Westfalen. Am 13. Oktober 1969 wurde die Regionalflughafen Südost-Westfalen GmbH von Vertretern der damaligen Kreise Brilon, Büren, Höxter, Lippstadt, Paderborn und Warburg gegründet. Für 10 Millionen DM kauften die beteiligten Kommunen rund 227 Hektar landwirtschaftliche Flächen. Das Land Nordrhein-Westfalen finanzierte mit rund 13,7 Millionen DM eine 1440 Meter lange Betonfläche. Auf dem Gelände wurde ein Flughafengebäude mit Tower, Abflughalle, Restaurant, Bar und Terrasse gebaut. Die Kosten hierfür übernahm das Land Nordrhein-Westfalen. Am 22. Juli 1971 genehmigte Minister Horst Ludwig Riemer die Anlage und den Betrieb des Flughafens Paderborn/Lippstadt.
Der „Verkehrslandeplatz Paderborn/Ahden“, der am 10. September 1971 in Betrieb genommen wurde, war ein wichtiger Standortfaktor für Großunternehmen wie Nixdorf Computer AG (3500 Mitarbeiter). Des Weiteren nutzen den Flughafen die Firmen Benteler, Dr. Oetker und Bertelsmann, er sollte auch als Anreiz zur Ansiedlung von weiteren Unternehmen dienen. Der Landesrechnungshof kritisierte die Subvention für einen Regionalflughafen, da dieser „überwiegend dem Interesse eines einzigen privaten Unternehmens diene“, und meinte Nixdorf.
Im Jahr 1972 begann der Bau der Flugzeughalle I und 1975 die Einweihung und Inbetriebnahme des Betriebsgebäudes. Im Jahr 1975 flog die Deutsche Luftverkehrsgesellschaft (DLT) zweimal täglich mit einer DHC-6 Twin Otter von Paderborn nach Frankfurt am Main, um damit die Passagiere an das Verkehrsnetz der Lufthansa anzubinden. Im Jahr 1979 wurde die Flugbetriebsgesellschaft Paderborn/Lippstadt mbH gegründet und 1981 begann die Aufnahme des Linienflugverkehrs nach München. Es folgte die Cityflug, die Passagiere mit einer Fairchild Swearingen Metro beförderte. Nach der Zahlungsunfähigkeit der Cityflug sprang die Reise- und Industrieflug (RFG) ein.

### 1980–1989
Im Jahre 1984 wurde die Start- und Landebahn auf 1760 m Länge und 30 m Breite erweitert und ein neues Betriebsgebäude gebaut. Damit wurde der Flughafen im Juni 1984 als Verkehrsflughafen zugelassen. Im selben Jahr begann der Linienverkehr nach Stuttgart und 1985 nach West-Berlin. Mit den Fluggesellschaften Hapag-Lloyd Flug und Air Europa begann ab 1988 der Touristik-Charterflugverkehr nach Mallorca und Gran Canaria. Im Jahr 1989 wurde der Linienflugverkehr nach London aufgenommen. Mit der deutschen Wiedervereinigung folgten auch Linienflugverkehrsstrecken nach Leipzig und Dresden.
Im Jahr 1986 wurden das Instrumentenlandesystem und ein Flugverkehrskontrolldienst mit Kontrollzone in Betrieb genommen, wodurch Starts und Landungen auch bei schlechtem Wetter in beide Richtungen möglich waren.
Am 10. Juni 1986 beteiligten sich der Kreis Gütersloh, der Kreis Lippe sowie die Industrie- und Handelskammer Ostwestfalen zu Bielefeld und die Industrie- und Handelskammer Lippe zu Detmold als weitere Gesellschafter am Flughafen.

### 1990–1999
Zum 1. Januar 1991 wurde der Flughafen in „Flughafen Paderborn/Lippstadt GmbH“ umbenannt und der Geschäftssitz von Paderborn nach Büren-Ahden verlegt. Als weiterer Gesellschafter wurde die Stadt Bielefeld aufgenommen. Am 1. November 1999 fusionierte die Flugbetriebsgesellschaft Paderborn/Lippstadt mbH mit der Flughafen Paderborn/Lippstadt GmbH.
Im Jahr 1991 begannen der Touristik-Charterflugverkehr in die Türkei sowie der Flugverkehr zu den Kanarischen Inseln. In den Jahren 1992 und 1993 folgten die Aufnahme des Touristik-Charterflugverkehrs nach Monastir in Tunesien und Kreta und der Ausbau des Linienflugplans mit Flugverbindungen nach Paris und Zürich. Im Jahr 1996 wurde eine neue Linienflugverbindung zum internationalen Drehkreuz am Flughafen Schiphol mit Eurowings und KLM aufgenommen, auf der 14.662 Passagiere nach Amsterdam befördert wurden. Ab Januar 1998 bot die Lufthansa einen Linienflugbetrieb nach Frankfurt an.
Am 3. Dezember 1993 wurde das neue Terminal A eröffnet, und die Fluggesellschaft Air Berlin stationierte eine neu beschaffte Boeing 737-400 auf dem Flughafen. Im Jahr 1994 wurde die Start- und Landebahn auf 45 m Breite ausgebaut und im folgenden Jahr die Flugzeughalle II B für Eurowings und weitere Rundhallen für Kleinflugzeuge fertiggestellt. Im Jahr 1998 wurde das Terminal B und die Flugsicherungskanzel und 2001 ein neues Ankunftsterminal gebaut.

### 2000–2009

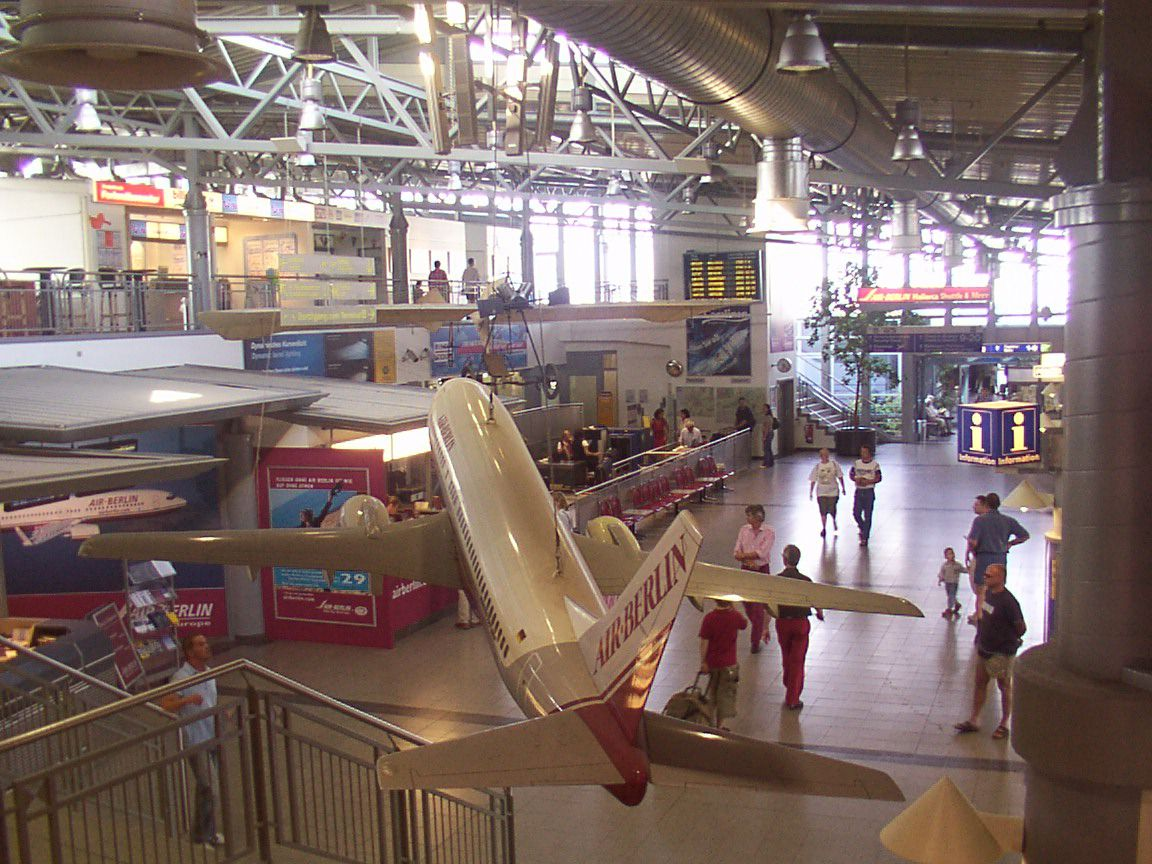
Blick in die Abflughalle, Aufnahme aus dem Jahr 2005

Die im Jahr 2000 prognostizierte Zahl von rund 2 Millionen Passagieren für 2010 konnte nicht annähernd erreicht werden, vielmehr stagnierten die Zahlen und gingen ab 2006, als noch ca. 1,27 Mio. Fluggäste befördert wurden, auf 984.110 Passagiere im Jahr 2009 zurück, was hauptsächlich auf die Einstellung der Lufthansa-Verbindung nach Frankfurt zurückzuführen war. Auch im Touristik-Charter-Verkehr wurden weniger Fluggäste befördert; etwa 75 % waren Urlauber auf dem Weg zu Flugzielen rund um das Mittelmeer und zu den Kanarischen Inseln.
Im Jahr 2004 erhielt der Flughafen zwei große Wartungshallen und das Airport-Forum. Am 10. Oktober 2006 wurde direkt gegenüber dem Terminalgebäude das „Airport Hotel Paderborn“ eröffnet. Die Landebahn wurde im Jahre 2009 auf 2180 m erweitert.

### 2010–2019

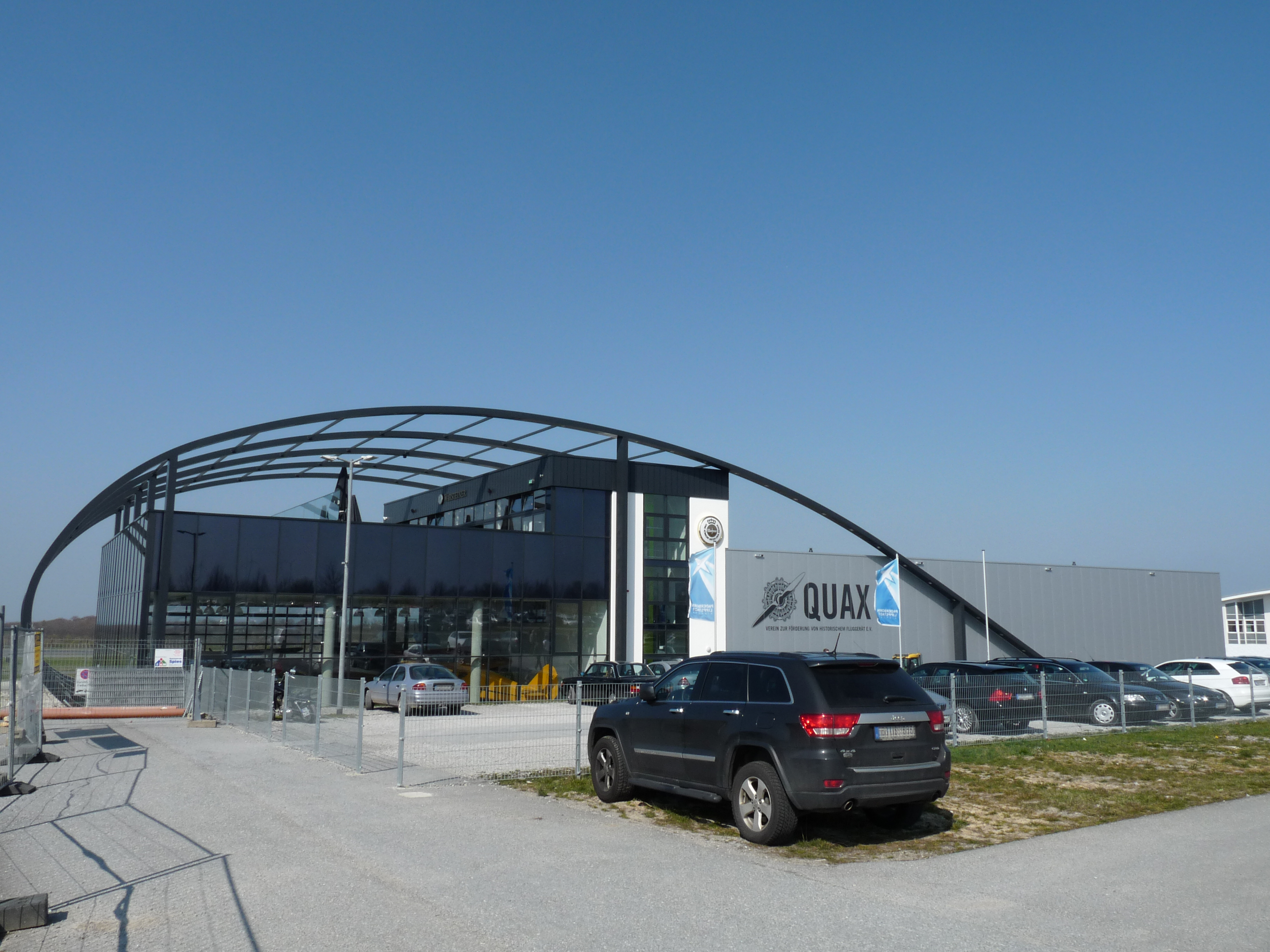
Quax-Hangar

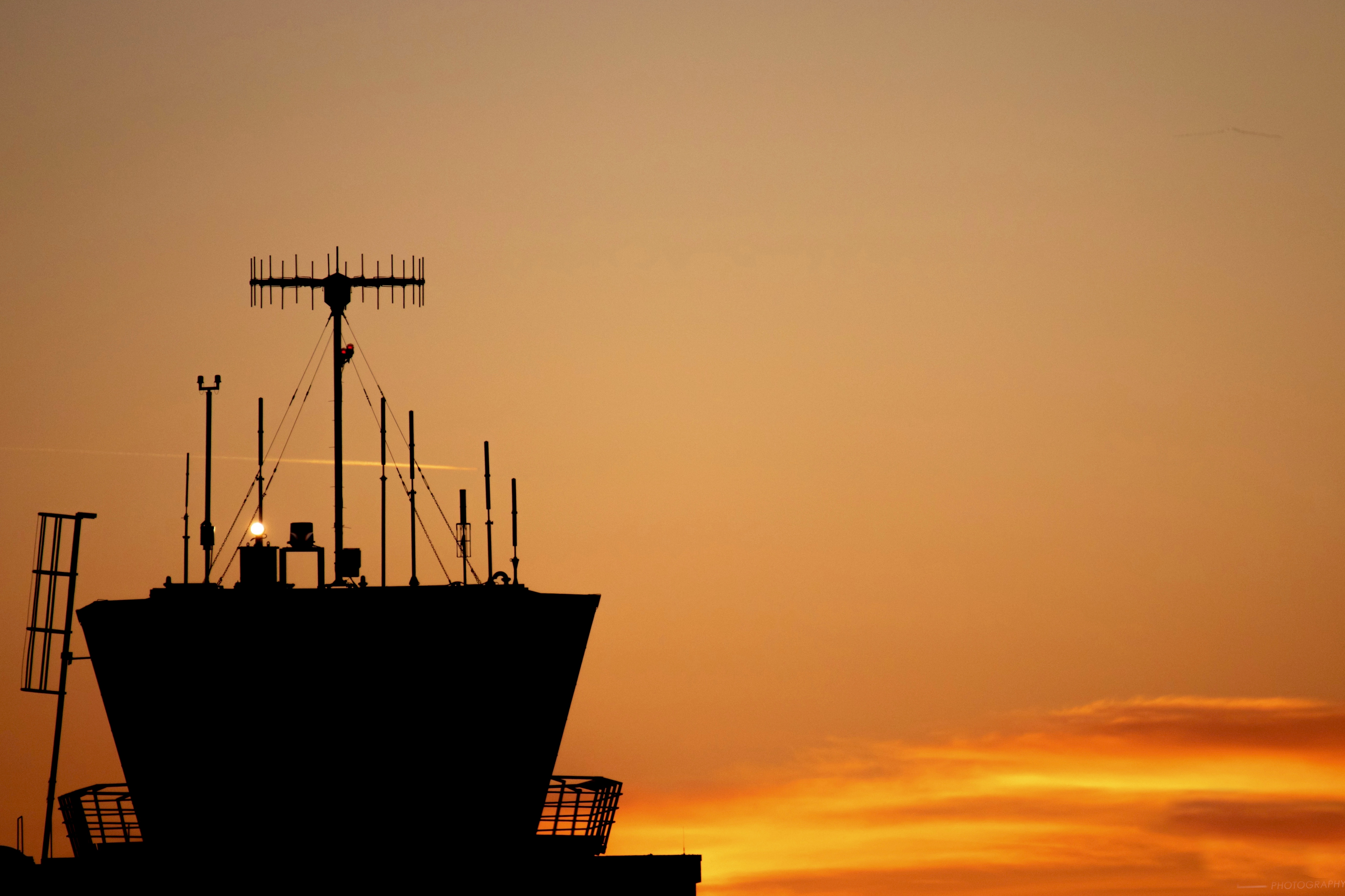
Tower des Flughafens Paderborn/Lippstadt

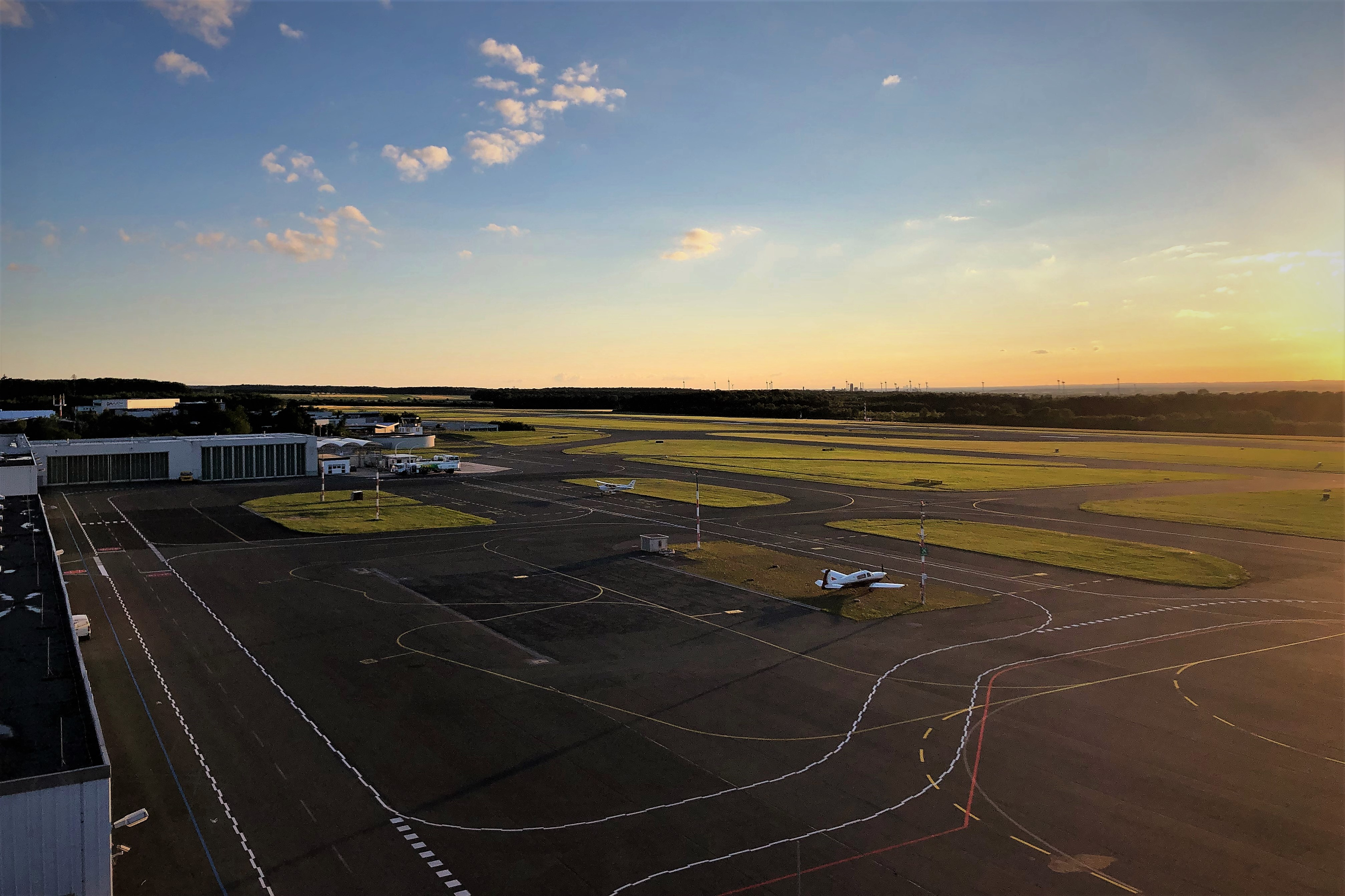
Der GAT-Bereich des Vorfeldes

Von Ende Juli bis Mitte November 2010 wurde das Terminal bei laufendem Flugbetrieb umgebaut und modernisiert, wobei die Reisebüros ins Obergeschoss umzogen und 18 neue Check-In Schalter gebaut wurden. An diesem Projekt waren 15 Firmen beteiligt, und die Kosten betrugen 3 Mio. Euro.
Ende Mai 2011 wurde ein neuer gläserner Hangar eröffnet, der von Quax genutzt wird, einem Verein zur Erhaltung historischer Flugzeuge. Im Obergeschoss des Quax-Hangars ist neben der Geschäftsstelle des Vereins die Gastronomie „Panolo“ beheimatet. Von der Besucherterrasse, die bei schönem Wetter bewirtschaftet wird, können das Vorfeld, die Taxiways und die Landebahn eingesehen werden. Der Eintritt ist frei.
Im Jahr 2011 wurden nur noch 975.712 Passagiere gezählt; das entspricht einem Minus von 5,3 % im Vergleich zum Vorjahr. Gleichzeitig stieg die Zahl der Flugbewegungen um 9,4 % auf 42.380. Als Gründe für den Rückgang der Passagierzahlen wurden die politischen Unruhen in Nordafrika, die Streiks in Griechenland und die Kapazitätenanpassung der Fluggesellschaft Air Berlin genannt. Die Fluggastzahlen gingen 2013 weiter zurück, nur 794.992 Passagiere wurden gezählt, der Frachtumschlag steigerte sich auf 290 Tonnen, ist aber damit im Vergleich zu Düsseldorf und Köln/Bonn kaum erwähnenswert. Zuletzt zeichneten sich Rückgänge bei der Zahl der beförderten Passagiere ab. So verringerte sich die Zahl der 2017 abgefertigten Fluggäste im Vergleich zum Vorjahr um knapp 10 % auf rund 700.000. Zudem wurde die Entwicklung der Passagierzahlen durch die Betriebsaufnahme des Flughafens Kassel-Calden und durch das Wachstum des Flughafens Dortmund beeinflusst.
Seit dem Sommerflugplan 2017 verband die Lufthansa den Flughafen Paderborn/Lippstadt wieder mit dem Drehkreuz Frankfurt, Anfang 2020 kündigte Lufthansa an, diese Strecke auf Grund von Unwirtschaftlichkeit einstellen zu wollen.

### Seit 2020
Während der COVID-19-Pandemie wurde der Passagierverkehr am Flughafen zwischenzeitlich komplett eingestellt. Auch das im Umfeld des Flughafens liegende Hotel sowie die Geschäfte und Restaurants blieben zeitweise geschlossen. Dadurch kam der Flughafen in finanzielle Schwierigkeiten und er benötigt finanzielle Unterstützung. Die schon länger bestehenden wirtschaftlichen Schwierigkeiten veranlassten die Geschäftsleitung zu einem Sanierungskonzept, nach dem die Abfertigungskapazitäten von 900.000 auf 300.000 Passagiere pro Jahr gesenkt werden sollen, auch Entlassungen waren geplant. Das Ziel sei die Erhaltung des Flughafens.
Ein Gutachten des BUND vom August 2020 empfiehlt, wegen defizitärer Strukturen sowie klimapolitischen Aspekten 7 von 14 Regionalflughäfen zu schließen. Paderborn wird ausdrücklich als Schließungskandidat genannt.
Am 22. September 2020 stellte der Flughafen beim Amtsgericht Paderborn Antrag auf Insolvenz in Eigenverwaltung, dem das Gericht statt gab. Dabei sollen 100 der noch 170 Mitarbeiter arbeitslos werden. Grund ist auch ein monatlicher Verlust von 700.000 €. Die Kosten für eine Insolvenz und einen anschließenden Betrieb auf der Basis von 300.000 Passagieren werden mit jährlich zwischen 9,5 und 12 Millionen Euro beziffert; eine Sanierung ohne Insolvenz hätte dabei bis zu 21 Millionen Euro gekostet.
Der Flughafen schaffte es in nur einem halben Jahr aus eigener Kraft die Insolvenz zu beenden. Der reguläre Geschäftsbetrieb wurde zum 1. Mai 2021 wieder aufgenommen.
Am 19. September 2024 gab der Flughafen Paderborn/Lippstadt bekannt, künftig den Namenszusatz des Paderborner Computerunternehmers Heinz Nixdorf zu tragen. Nixdorf hatte sich, Zeit seines Wirkens, stark für den Bau des Flughafens eingesetzt. Diese Würdigung geschah besonders mit Blick auf den 9. April 2025, den 100. Jahrestag der Geburt Nixdorfs. Durch die Benennung des Flughafens nach Heinz Nixdorf ist der Flughafen Paderborn/Lippstadt der erste Flughafen in Deutschland, der den Namen eines Unternehmers trägt.
Im November 2024 wurde bekannt, dass die Lufthansa die Verbindung an ihr Drehkreuz nach München mit Beginn des Sommerflugplans 2025 einstellt. Die Lufthansa begründete dies mit gestiegenen Kosten und dem Rückgang der Nachfrage. Ab 1. September 2025 soll die skyhub PAD mehrmals täglich Paderborn mit München verbinden.

## Zivile Nutzung
Im Juni 2017 flogen insgesamt neun deutsche und ausländische Fluggesellschaften, teilweise saisonal, im Linien- und Charterbetrieb Ziele in Deutschland, Spanien, der Türkei, Tunesien, Ägypten und Griechenland an.
Am Rande des Areals haben sich Industriebetriebe auch aus der Luftfahrtindustrie angesiedelt.

## Militärische Nutzung
Der Flughafen wurde nach Schließung von RAF Gütersloh neben den zivilen Gesellschaften bis zum Abzug seiner Kampftruppen aus Deutschland auch vom britischen Militär genutzt. Es charterte unter anderem Langstreckenflugzeuge, um Truppen für Übungen nach Kanada zu verlegen. Hierzu wurden beispielsweise unter anderem Airbus A340-300 der HiFly eingesetzt.
Im Februar 2006 wurden mit mehreren Transportmaschinen vom Typ C-130J Super Hercules britische Soldaten und Ausrüstung der 20. Panzerbrigade von Paderborn aus zur Luftverlegeübung „Desert Fist“ nach Nürnberg geflogen.

## Betreiber und Gesellschafter
| Jahr    | Passagiere | Flugbewegungen |
| ------- | ---------- | -------------- |
| 2024    | 818.378    | 36.999         |
| 2023    | 723.355    | 37.609         |
| 2022    | 502.621    | 38.035         |
| 2021    | 129.292    | 32.835         |
| 2020    | 92.570     | 24.200         |
| 2019    | 693.500    | 37.000         |
| 2018    | 736.158    | 42.336         |
| 2017    | 740.000    | 38.200         |
| 2016    | 703.300    | 33.500         |
| 2015    | 772.000    | 36.500         |
| 2014    | 764.000    | 35.300         |
| 2013    | 794.992    | 35.471         |
| 2012    | 873.621    | 40.145         |
| 2011    | 975.712    | 42.380         |
| 2010    | 1.030.810  | 38.750         |
| 2009    | 984.099    | 39.380         |
| 2008    | 1.137.036  | 38.477         |
| 2007    | 1.241.997  | 41.648         |
| 2006    | 1.272.205  | 41.000         |
| 2005    | 1.342.615  | 47.849         |
| 2004    | 1.309.837  | 46.259         |
| 2003    | 1.280.229  | 55.410         |
| 2002    | 1.246.346  | 60.074         |
| 2001    | 1.287.981  | 61.816         |
| 2000    | 1.363.236  | 65.836         |
| 1999    | 1.188.796  | 58.753         |
| 1998    | 945.651    | 50.888         |
| 1997    | 690.536    | 48.167         |
| 1996    | 546.461    | 47.516         |
| 1995    | 462.935    | 45.156         |
| 1994    | 332.329    | 43.736         |
| 1993    | 296.742    | 44.784         |
| 1992    | 248.058    | 46.257         |
| 1991    | 171.926    | 37.897         |
| 1990    | 133.046    | 31.856         |
| 1989    | 111.855    | 33.765         |
| 1988    | 139.546    | 28.785         |
| Quelle: |            |                |

Die Betreibergesellschaft Flughafen Paderborn/Lippstadt GmbH ist ein Beteiligungsunternehmen der Kreise Paderborn (62,26 %), Soest (12,26 %), Höxter (3,92 %), Gütersloh (7,84 %), Lippe (7,84 %) und Hochsauerlandkreis (3,92 %), sowie der Industrie- und Handelskammern Ostwestfalen zu Bielefeld (1,57 %) und Lippe zu Detmold (0,39 %).
Im Jahr 2009 wurden vom Unternehmen mit einem Verlust von 1,46 Mio. € erstmals seit vier Jahrzehnten rote Zahlen geschrieben. Nach einem weiteren Verlust 2010 von 391.841 € schrieb die Gesellschaft im Jahr 2011 einen operativen Verlust in Höhe von 1,45 Mio. Euro. 2012 folgte ein Verlust von 1,36 Mio. €, 2013 ein Verlust von 1,92 Mio. € und 2014 ein Verlust von 2,2 Mio. €. Für 2015 wurde ein Verlust in Höhe von 2,5 Mio. € erwartet.
Im Mai 2012 genehmigte die Gesellschafterversammlung eine Kapitalerhöhung um 4,8 Mio. Euro und weitere Gesellschafterdarlehen in Höhe von 3,1 Mio. Euro, die von den beteiligten Kommunen aufgebracht werden müssen.
Geschäftsführer der Flughafen Paderborn/Lippstadt GmbH ist seit dem 1. August 2021 Roland Hüser, Aufsichtsratsvorsitzender ist Landrat Christoph Rüther.
Durch das Sanierungskonzept im Herbst 2020 verkauft die Stadt Bielefeld (5,88 %) die Anteile an den Kreis Paderborn (56,38 %).

## Technische Details
Der Flughafen Paderborn/Lippstadt hat eine Start- und Landebahn von 2180 Meter Länge und 45 Meter Breite und ist damit für fast alle Verkehrsflugzeuge bis zur Boeing 747 und Airbus A340 geeignet. Für den Airbus A380 ist der Flughafen nicht zugelassen. Bei großen internationalen Fußballspielen im Ruhrgebiet, Veranstaltungen, in den Schulferien oder bei Ausfällen von benachbarten Flughäfen können auch mehrere Boeing 737 bzw. Airbus A320 gleichzeitig abgefertigt werden. Drei Flugzeuge dieser Größenklasse finden Platz am mit Fluggastbrücken ausgerüsteten Terminal, weitere können auf dem Vorfeld und erforderlichenfalls auf für diesen Zweck dann gesperrten Rollwegen abgefertigt werden. Spitzentag in dieser Richtung war bisher der 26. Mai 2004, an dem zwanzig Flugzeuge der Größenklasse Boeing 737 und größer gleichzeitig im Rahmen des in Gelsenkirchen stattfindenden Champions-League-Finale abgefertigt wurden.
Bis 2012 unterhielt Air Berlin am Flughafen Paderborn/Lippstadt eine Werft für 2 Flugzeuge der A320-Familie oder der Boeing 737-Next-Generation-Familie (hauptsächlich die Boeing 737-800) oder eine De Havilland DHC-8-400.
Am Flughafen Paderborn/Lippstadt existieren zwei Flugschulen:
Eine davon ist Teil des Luftsportvereins Geseke e. V. und bietet hauptsächlich Schulungen zum Privatpiloten an.
Die andere Flugschule befindet sich in kommerzieller Trägerschaft und bietet Ausbildungen zum Verkehrsflugzeugführer sowie für den Instrumentenflug an.

## Lärmbelästigung

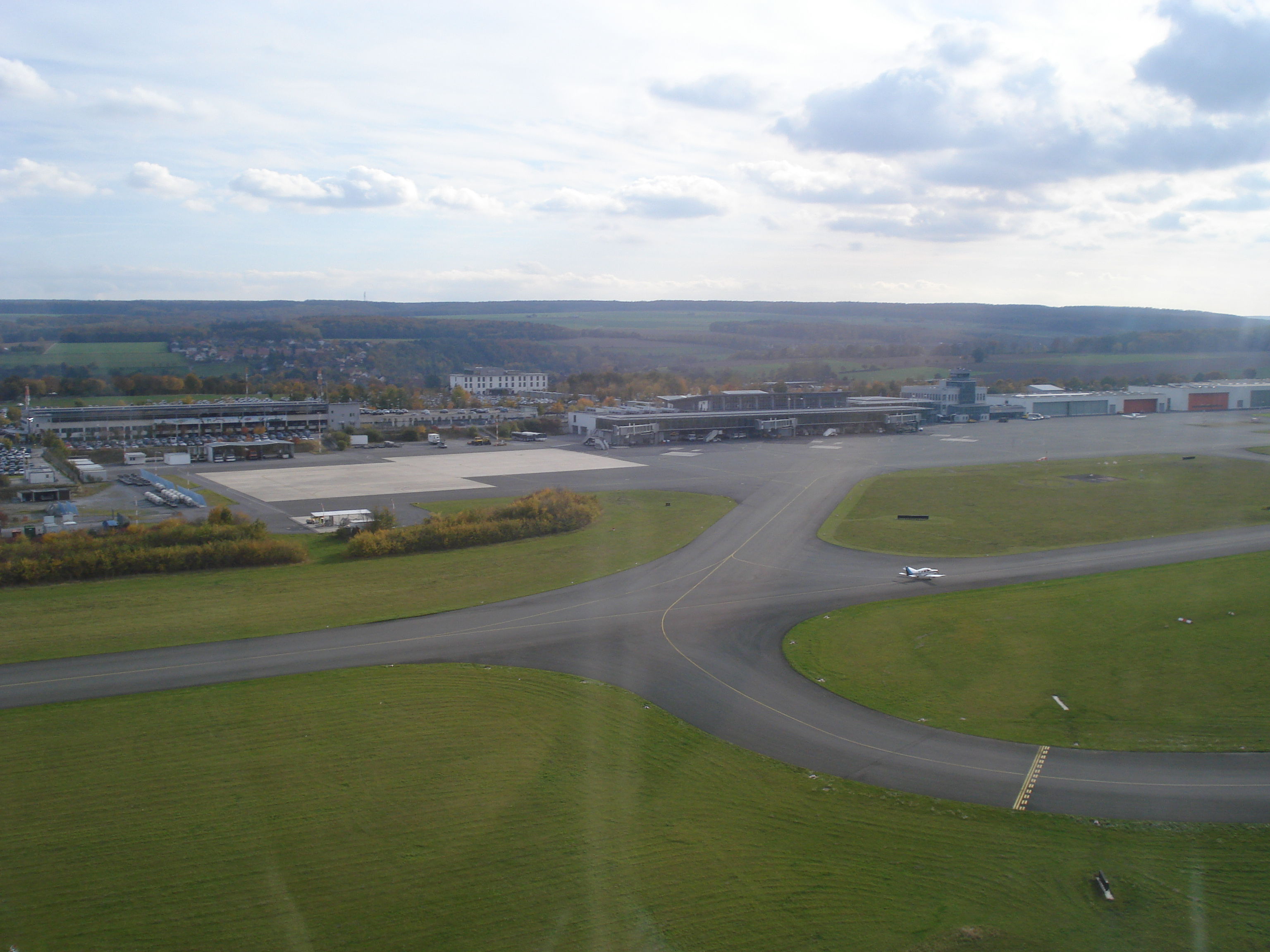
Terminal in Paderborn

Momentan gibt es kein Nachtflugverbot für den Flughafen Paderborn-Lippstadt. Die Häufung von nächtlichen Flugbewegungen stehen wegen der Lärmbelästigung in der Kritik der Bevölkerung des Flughafenumlandes.

## Besonderheit
In der Kontrollzone des Flughafens Paderborn/Lippstadt liegt seit 2017 nur noch das Segelfluggelände Büren/Am Schwalenberg. Die Kontrollzone wurde im Jahr 2017 durch das BMVI verkürzt, so dass der Sonderlandeplatz Paderborn-Haxterberg nicht mehr in ihr liegt. Die Instrumentenanflüge für die Landebahn 24 überfliegen aber weiterhin die Platzrunde des Flugplatzes Paderborn/Haxterberg (EDLR).
Zwischen 2010 und 2015 fand jährlich der Volkslauf „Runway 06“ statt, bei dem bis zu 1300 Teilnehmer eine 10 Kilometer lange Strecke liefen. Der Start des Volkslaufes war auf der Schwelle 06 der Start- und Landebahn. Die ersten 2,5 Kilometer führten direkt über die Start- und Landebahn, auf der sonst nur Flugzeuge rollen. Nach Verlassen des Flughafengeländes führte die Strecke über Wewelsburg durch das Almetal nach Ahden und dann zurück zum Flughafen auf die Ahdener Hochfläche. Der Zieleinlauf erfolgte entlang des Terminals (Ankunft- und Abfluggebäude) und endete im Bereich Airport-Forum / Quax-Hangar. Der für den 6. November 2016 geplante Flughafenlauf musste aufgrund deutlich erhöhter Anforderungen seitens der für Luftfahrtthemen zuständigen Genehmigungsbehörde abgesagt werden. Am 31. Oktober 2021 wurde dieses Format mit dem 7. Airport Run wieder aufgenommen.

## Zwischenfälle
- Am 11. Juni 2002 kam es zu einem Hubschrauberabsturz auf dem Flughafen-Gelände, bei dem ein 55 Jahre alter Fluglotse und ein 61-jähriger Fluglehrer starben. Kurz vor dem Absturz hätten Haupt- und Heckrotor so gut wie keine Drehzahl mehr gehabt, weshalb der Hubschrauber abstürzte. Für den Flughafen war dieser Unfall der erste Absturz innerhalb des umzäunten Flughafen-Geländes seit seiner Eröffnung.[49]

## Filme
Julian Jakobsmeyer: 55 Jahre Flughafen Paderborn/Lippstadt